# 360년대
360년대는 360년부터 369년까지를 가리킨다.